# Nyeri

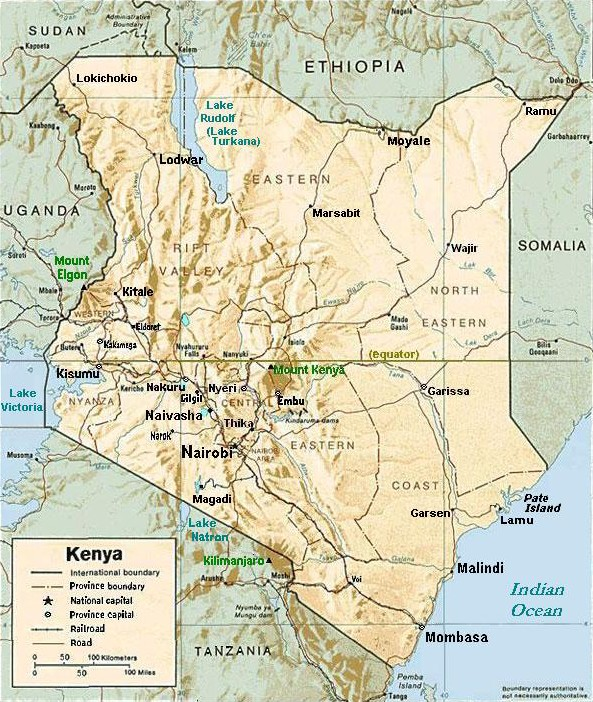
Nyeri Kenya térképén, Nairobitól északra (a nagyításhoz kattintson a térképre).

Nyeri város Kenyában, a főváros Nairobitól 180 kilométerre északra, a Nagy-hasadékvölgy keleti szegélyén és a Kenya-hegytől nyugatra fekvő Aberdare-hegység (vagy Nyandarua) keleti lábánál. Kenya Középső tartománya, illetve ezen belül Nyeri kerület központja.
Nyeri népessége az 1999-es népszámlálás adatai szerint 98 908 volt.
A vidék fő gazdasági ága a mezőgazdaság, főképp a kávé és a tea, illetve a kukorica termelése. A környék bővelkedik a turistalátványosságokban is.

## Története
A város fejlődése a gyarmati időkben kezdődött: kezdetben nem volt több, mint helyőrség, de aztán a marhatenyésztő, búza- és kávétermelő fehér farmerek kereskedelmi központjává vált.
1902 végén, miután a Richard Henry Meinertzhagen vezette brit hadsereg legyőzte Wangombe Wa Ihura lándzsákkal és nyilakkal felszerelt kikuju harcosait, a britek postahivatalt hoztak létre egy kis dombon a Kenya-hegy lankáin: ekörül épült fel Nyeri, amelynek születésnapja így 1902. december 18. A város neve eredetileg a domb neve volt: kikuju nyelven Kia-Nyeri, maszájul Na-Aier.

## Nevezetességei
A várostól délre kezdődik a Wajee Természeti Park.
Itt található Lord Robert Baden-Powell, a búr háború harcosa és a cserkészmozgalom alapítója sírja. „Közelebb Nyerihez, közelebb a boldogsághoz” - írta Baden-Powell. Valamikori villájában, amely most az Outspan Hotel területén található, kis múzeumot rendeztek be.

## Híres nyeriek
- Mwai Kibaki, Kenya harmadik elnöke
- Dedan Kimathi, a mau-mau felkelés tábornoka
- Wangari Maathai, a Béke Nobel-díj 2004-es elnyerője
- Catherine Ndereba, olimpiai ezüstérmes maratonfutó